# Hepatica oxydata
Hepatica oxydata là một loài bướm đêm trong họ Noctuidae.